# Andreas John
Andreas John es un deportista alemán que compitió para la RFA en vela en la clase Laser.
Ganó una medalla de plata en el Campeonato Mundial de Laser de 1985 y dos medallas de bronce en el Campeonato Europeo de Laser, en los años 1982 y 1988.

## Palmarés internacional
| \| Campeonato Mundial \| Campeonato Mundial \| Campeonato Mundial \| Campeonato Mundial \| \| Año \| Lugar \| Medalla \| Clase \| \| ------------------ \| ------------------ \| ------------------ \| ------------------ \| \| 1985 \| Halmstad (Suecia) \| Medalla de plata \| Laser \| \| Campeonato Europeo \| \| \| \| \| Año \| Lugar \| Medalla \| Clase \| \| 1982 \| Glyfada (Grecia) \| Medalla de bronce \| Laser \| \| 1988 \| Ostende (Bélgica) \| Medalla de bronce \| Laser \| |                   |                   |       |
| Campeonato Mundial |                   |                   |       |
| Año | Lugar             | Medalla           | Clase |
| 1985 | Halmstad (Suecia) | Medalla de plata  | Laser |
| Campeonato Europeo |                   |                   |       |
| Año | Lugar             | Medalla           | Clase |
| 1982 | Glyfada (Grecia)  | Medalla de bronce | Laser |
| 1988 | Ostende (Bélgica) | Medalla de bronce | Laser |